# 阿氏魮
阿氏魮（学名：Barbus afrohamiltoni）為輻鰭魚綱鯉形目鯉科的其中一個種。分布於非洲三比西河流域，本魚背鰭硬棘3枚；背鰭軟條8枚；臀鰭硬棘3枚；臀鰭軟條5枚，體長可達17.5公分，喜棲息在水流平穩的水域，屬肉食性，以昆蟲等為食，常被用來當作餌魚。

## 扩展阅读
維基物種上的相關：阿氏魮